# Flexibilitat
La flexibilitat és la capacitat que posseeix un objecte o sistema d'adaptar-se a una nova situació. També es designa flexibilitat com la qualitat del que és flexible, i aquesta com la capacitat o disposició que té qualsevol cosa de deformar-se sense trencar-se.
El terme té aplicació en diversos àmbits lingüístics.

## Materials

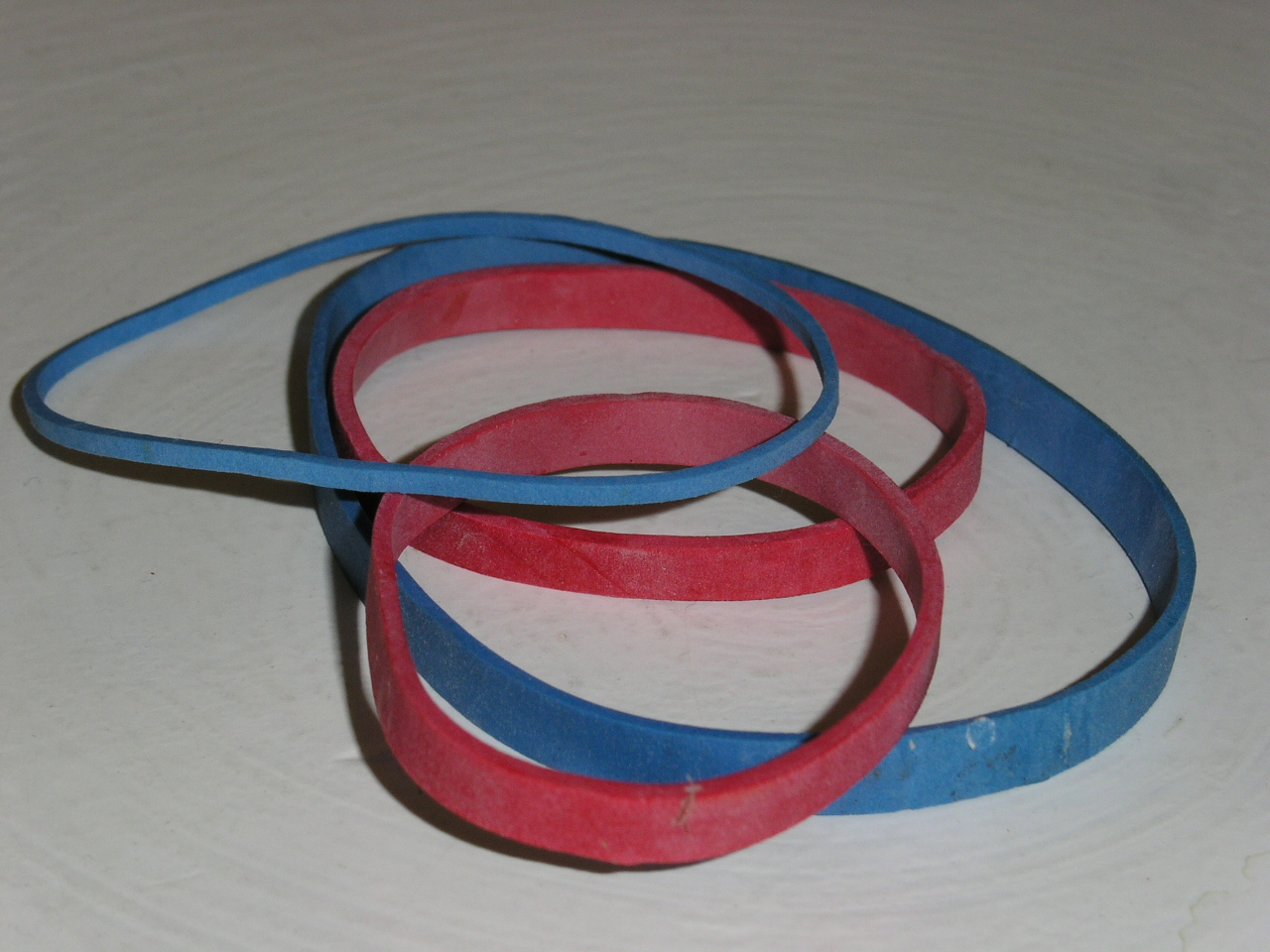
Les gomes elàstiques són un exemple de materials elàstics/flexibles.

En elasticitat i resistència de materials, la quantitat de deformació o desplaçament que té un objecte per unitat de força o tensió que se li aplica. Aquest concepte serveix tant si l'objecte ha sigut flexionat, estirat, o comprimit a causa de qualsevol tipus de força externa. En materials i estructures la flexibilitat seria el concepte invers al de rigidesa.

## Teoria de sistemes
A la teoria de sistemes hi ha diversos camps científics i tecnològics (biologia, ecologia, psicologia, economia, organització de la producció, etc.) la flexibilitat d'un sistema es determina per la seva capacitat d'adaptació a un nou ambient o a unes noves condicions.

## Fisiologia

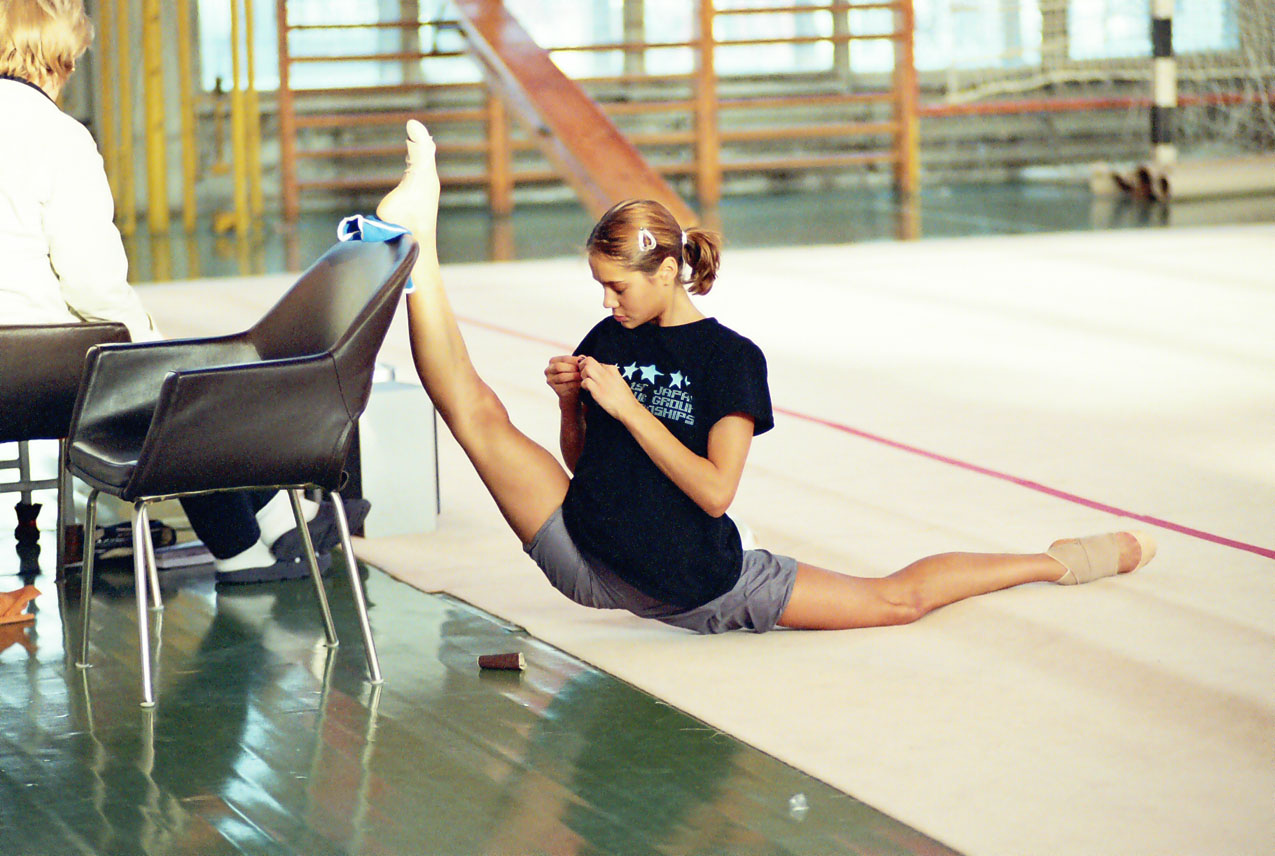
Una gimnasta fent un exercici de flexibilitat, molt valorat a la gimnàstica rítmica.

Dins del món de l'esport o la fisiologia, s'entén per flexibilitat la qualitat que té l'esportista i/o els músculs d'estirar-se a fi d'adaptar-se a un nou valor d'amplitud de moviments.
A la fisiologia dels vertebrats, inclosos els humans, la mesura de la distància quantitativa entre la posició flexionada i la posició expandida d'un múscul (o un grup de muscles) es denomina flexibilitat.
De forma general també es pot definir com la capacitat que tenen els músculs d'adaptar-se mitjançant el seu allargament a diferents graus de moviment articular. Pel que podem entendre com a millora de la flexibilitat a l'augment del grau de moviment articular ja sigui de manera forçada (mitjançant una força externa per aconseguir un major grau d'amplitud) o de manera natural (mitjançant les forces internes de la persona).
La majoria dels esportistes exerciten molt la qualitat de flexibilitat, per la necessitat d'un millor nivell físic.
S'anomena contorsionisme a l'art de desenvolupar una gran flexibilitat, superior a l'habitual.